# Villiers-sur-Morin
Pour les articles homonymes, voir Villiers et Morin.
Villiers-sur-Morin est une commune française située dans le département de Seine-et-Marne en région Île-de-France.

## Géographie

### Localisation

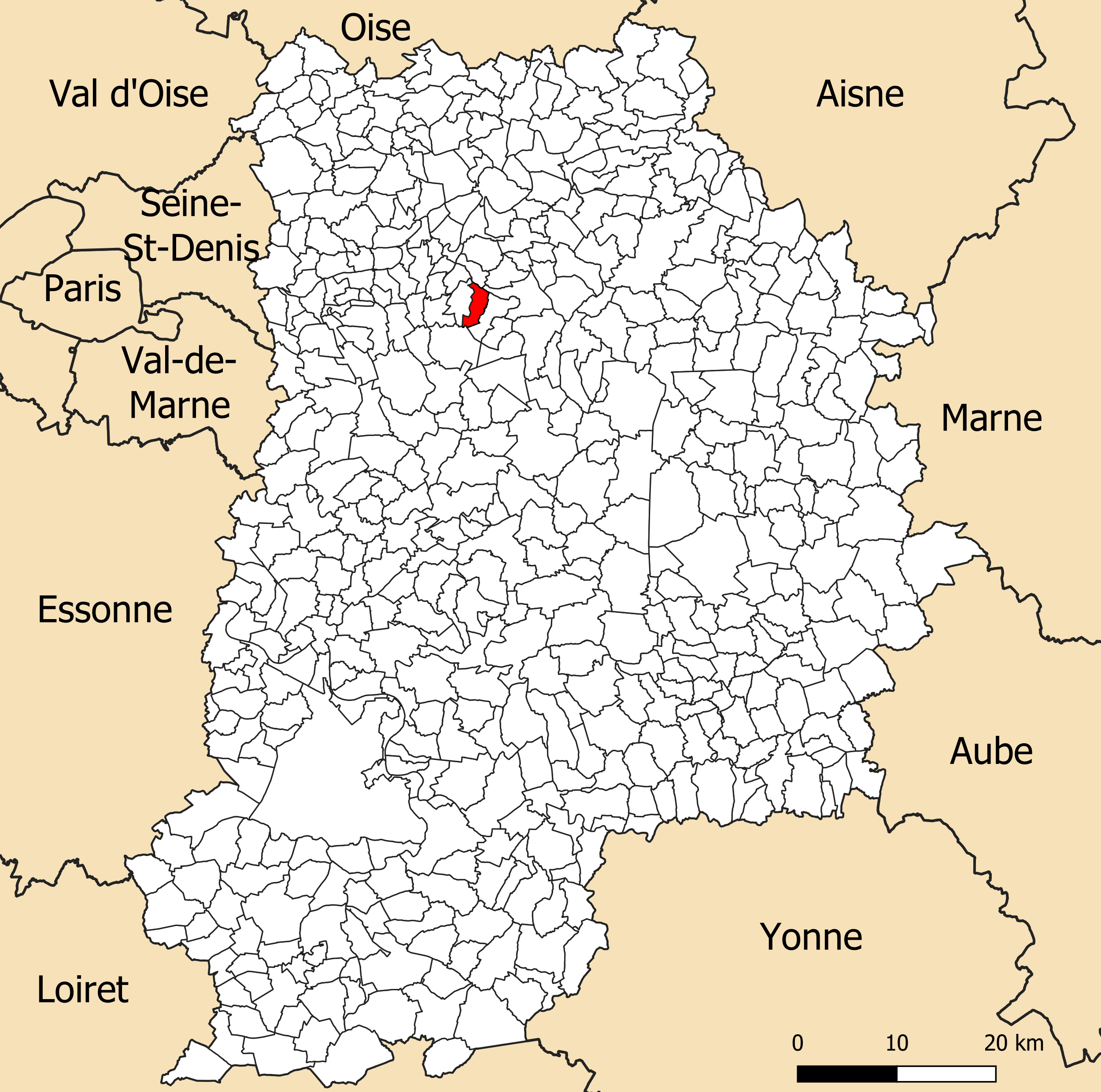
Localisation de la commune dans le département.

Villiers-sur-Morin est située dans la Brie, qui forme l'est du Bassin parisien. Elle est longée au nord par le Grand Morin et jouxte par le sud Crécy-la-Chapelle. Elle est proche de Marne-la-Vallée, et est à 11 km à vol d'oiseau au sud de Meaux, 15 km à l'ouest de Coulommiers, 39 km au nord-est de Melun et 39 km à l'est de Paris
La commune se trouve dans l'aire d'attraction de Paris, dans l'unité urbaine de Bailly-Romainvilliers, dans la zone d'emploi de Meaux et dans le bassin de vie de Crécy-la-Chapelle

### Communes limitrophes
Les communes limitrophes sont Crécy-la-Chapelle, Coutevroult, Voulangis, Villeneuve-le-Comte, et Couilly-Pont-aux-Dames.

### Géologie et relief
La superficie de la commune est de 6,28 km2 ; son altitude varie de 44  à   134 mètres.

### Hydrographie

#### Réseau hydrographique

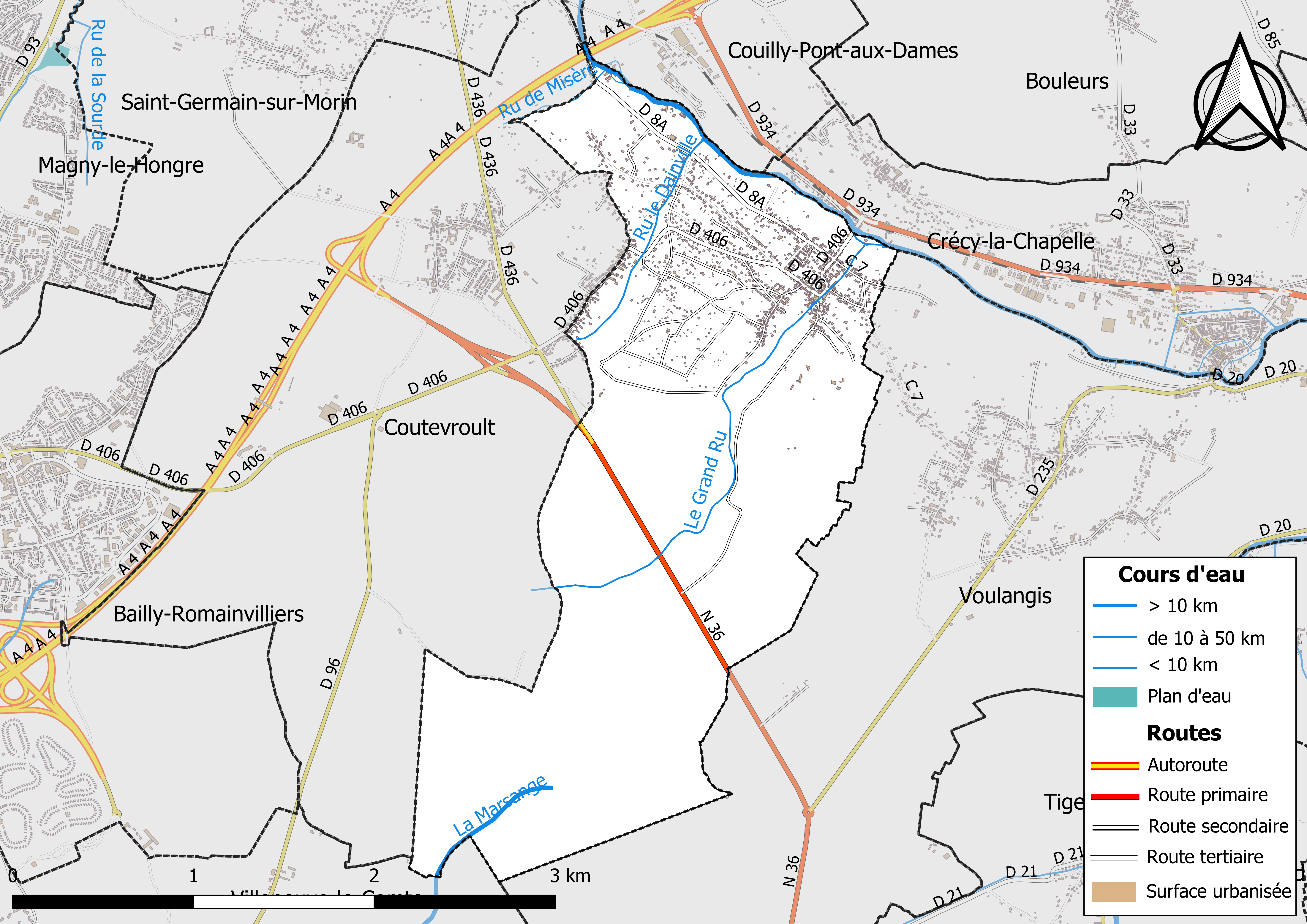
Carte des réseaux hydrographique et routier de Villiers-sur-Morin.

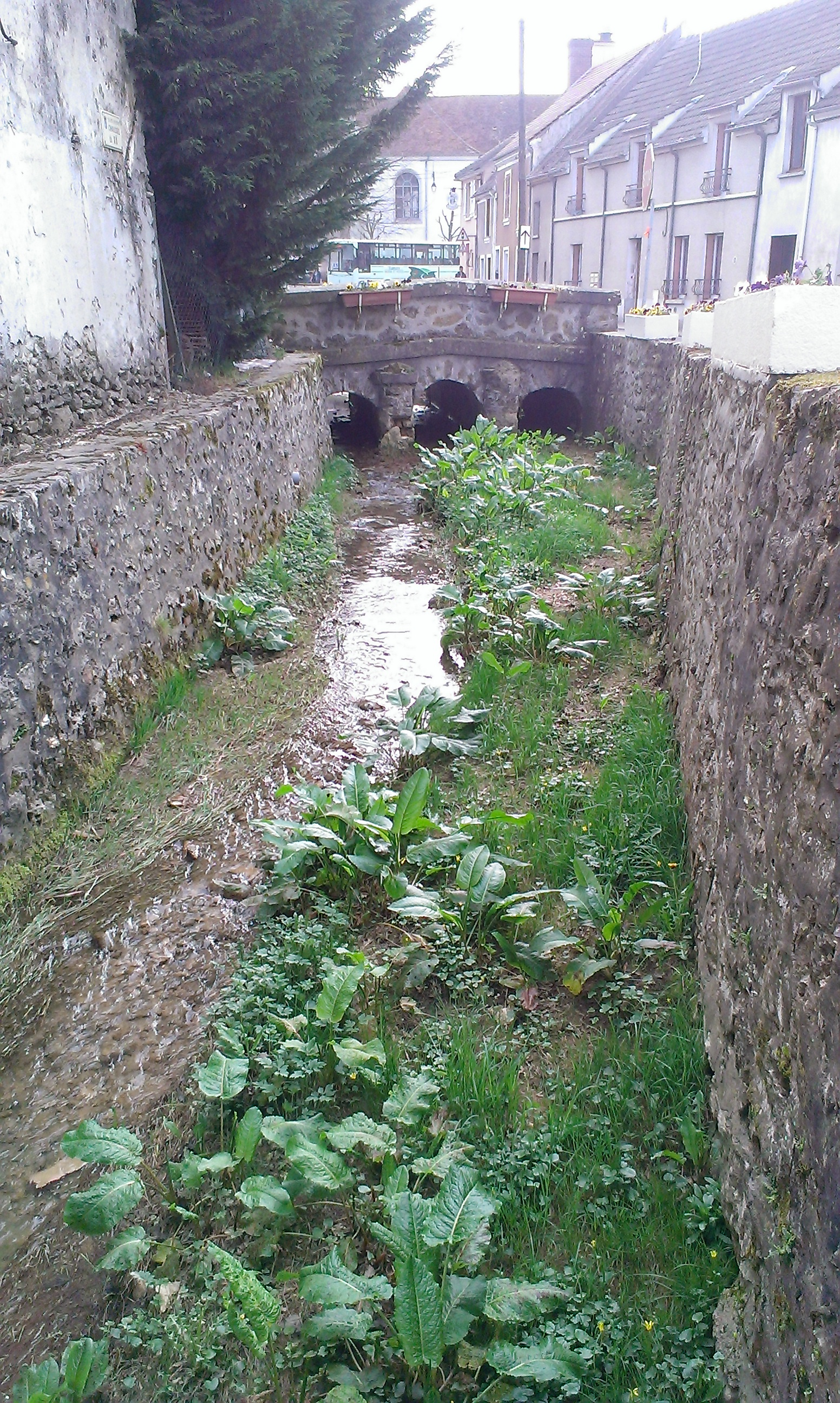
Le grand Ru.

Le réseau hydrographique de la commune se compose de huit cours d'eau référencés :
- la rivière le Grand Morin, longue de 118,16 km[2], affluent en rive gauche de la Marne, ainsi que :
  - un bras de 0,14 km[3] ;
  - un bras de 0,22 km[4] ;
    - le Grand Ru, 3,11 km[5], qui conflue avec un bras du Grand Morin ;

  - un bras de 0,19 km[6] ;
  - le ru le Dainville, 1,40 km[7], et ;
  - le ru de Misère, 0,67 km[8],[Note 1]., affluents du Grand Morin ;
- la Marsange, longue de 30,39 km[9], affluent de l'Yerres en rive droite.

La longueur totale des cours d'eau sur la commune est de 7,56 km.
Trois moulins à eau exploitaient la force motrice du Petit-Morin.

#### Gestion des cours d'eau
Afin d’atteindre le bon état des eaux imposé par la Directive-cadre sur l'eau du 23 octobre 2000, plusieurs outils de gestion intégrée s’articulent à différentes échelles : le SDAGE, à l’échelle du bassin hydrographique, et le SAGE, à l’échelle locale. Ce dernier fixe les objectifs généraux d’utilisation, de mise en valeur et de protection quantitative et qualitative des ressources en eau superficielle et souterraine. Le département de Seine-et-Marne est couvert par six SAGE, au sein du bassin Seine-Normandie. La commune fait partie de deux SAGE : « Yerres » et « Petit et Grand Morin ».
Le SAGE « Yerres » a été approuvé le 13 octobre 2011. Il correspond au bassin versant de l’Yerres, d'une superficie de 1 017 km2, parcouru par un réseau hydrographique de 450 kilomètres de long environ, répartis entre le cours de l’Yerres et ses affluents principaux que sont : le ru de l'Étang de Beuvron, la Visandre, l’Yvron, le Bréon, l’Avon, la Marsange, la Barbançonne, le Réveillon. Le pilotage et l’animation du SAGE sont assurés par le syndicat mixte pour l'assainissement et la gestion des eaux du bassin versant de l’Yerres (SYAGE), qualifié de « structure porteuse ».
Le SAGE « Petit et Grand Morin » a été approuvé le 21 octobre 2016. Il comprend les bassins du Petit Morin (630 km2) et du Grand Morin (1 185 km2). Le pilotage et l’animation du SAGE sont assurés par le syndicat mixte d'aménagement et de gestion des Eaux (SMAGE) des 2 Morin, qualifié de « structure porteuse ».

### Climat
Pour des articles plus généraux, voir Climat de l'Île-de-France et Climat de Seine-et-Marne.
En 2010, le climat de la commune est de type climat océanique dégradé des plaines du Centre et du Nord, selon une étude du CNRS s'appuyant sur une série de données couvrant la période 1971-2000. En 2020, Météo-France publie une typologie des climats de la France métropolitaine dans laquelle la commune est exposée à un climat océanique altéré et est dans la région climatique Nord-est du bassin Parisien, caractérisée par un ensoleillement médiocre, une pluviométrie moyenne régulièrement répartie au cours de l’année et un hiver froid (3 °C).
Pour la période 1971-2000, la température annuelle moyenne est de 11,2 °C, avec une amplitude thermique annuelle de 15,1 °C. Le cumul annuel moyen de précipitations est de 711 mm, avec 11,2 jours de précipitations en janvier et 7,8 jours en juillet. Pour la période 1991-2020, la température moyenne annuelle observée sur la station météorologique la plus proche, située sur la commune de Mouroux à 12 km à vol d'oiseau, est de 11,3 °C et le cumul annuel moyen de précipitations est de 721,3 mm,. Pour l'avenir, les paramètres climatiques de la commune estimés pour 2050 selon différents scénarios d'émission de gaz à effet de serre sont consultables sur un site dédié publié par Météo-France en novembre 2022.

### Milieux naturels et biodiversité
L’inventaire des zones naturelles d'intérêt écologique, faunistique et floristique (ZNIEFF) a pour objectif de réaliser une couverture des zones les plus intéressantes sur le plan écologique, essentiellement dans la perspective d’améliorer la connaissance du patrimoine naturel national et de fournir aux différents décideurs un outil d’aide à la prise en compte de l’environnement dans l’aménagement du territoire.
Le territoire communal de Villiers-sur-Morin comprend une ZNIEFF de type 2,,, 

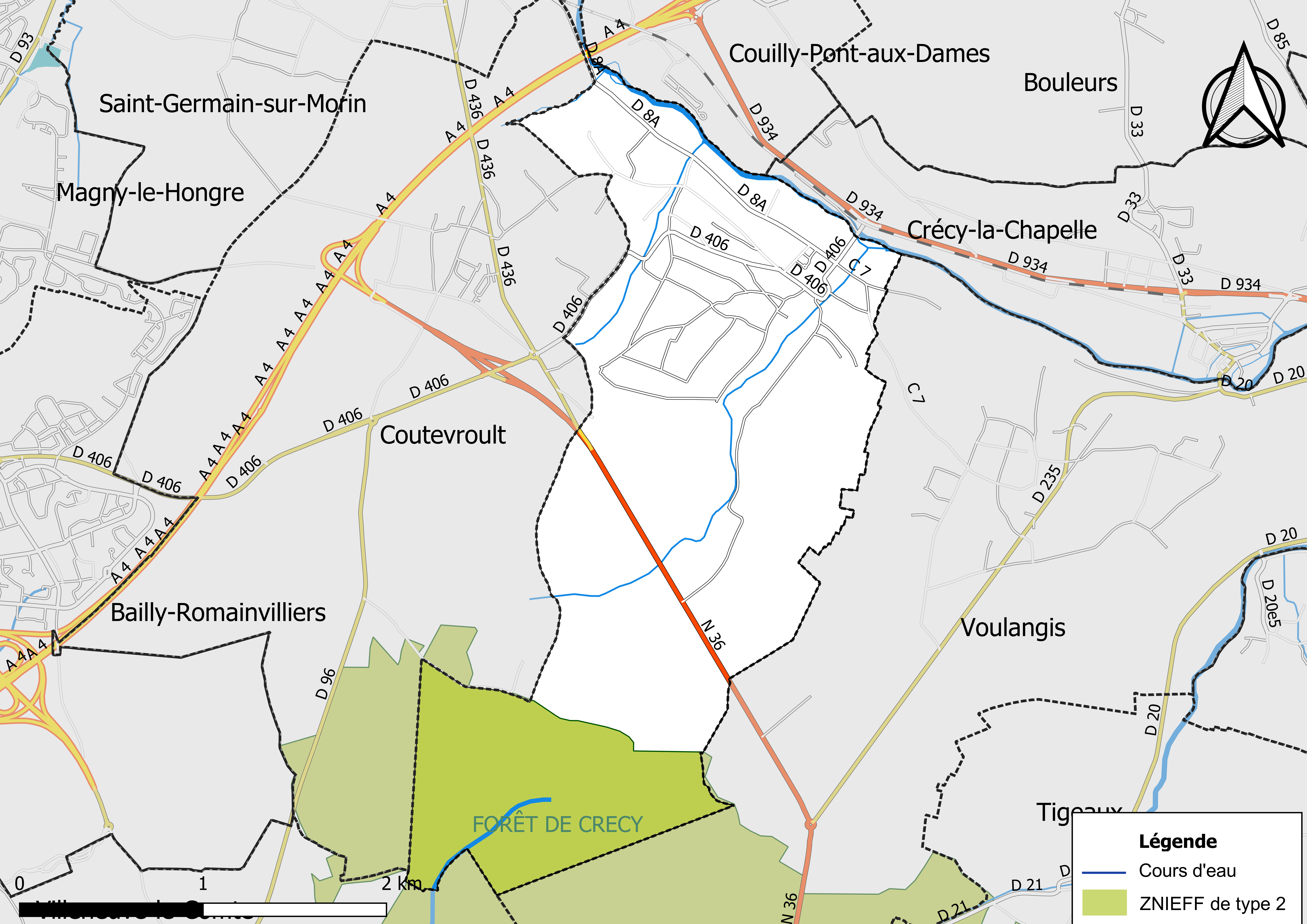
Carte des ZNIEFF de type 2 localisées sur la commune.

la « Forêt de Crécy » (6 897,74 ha), couvrant 17 communes du département.

## Urbanisme

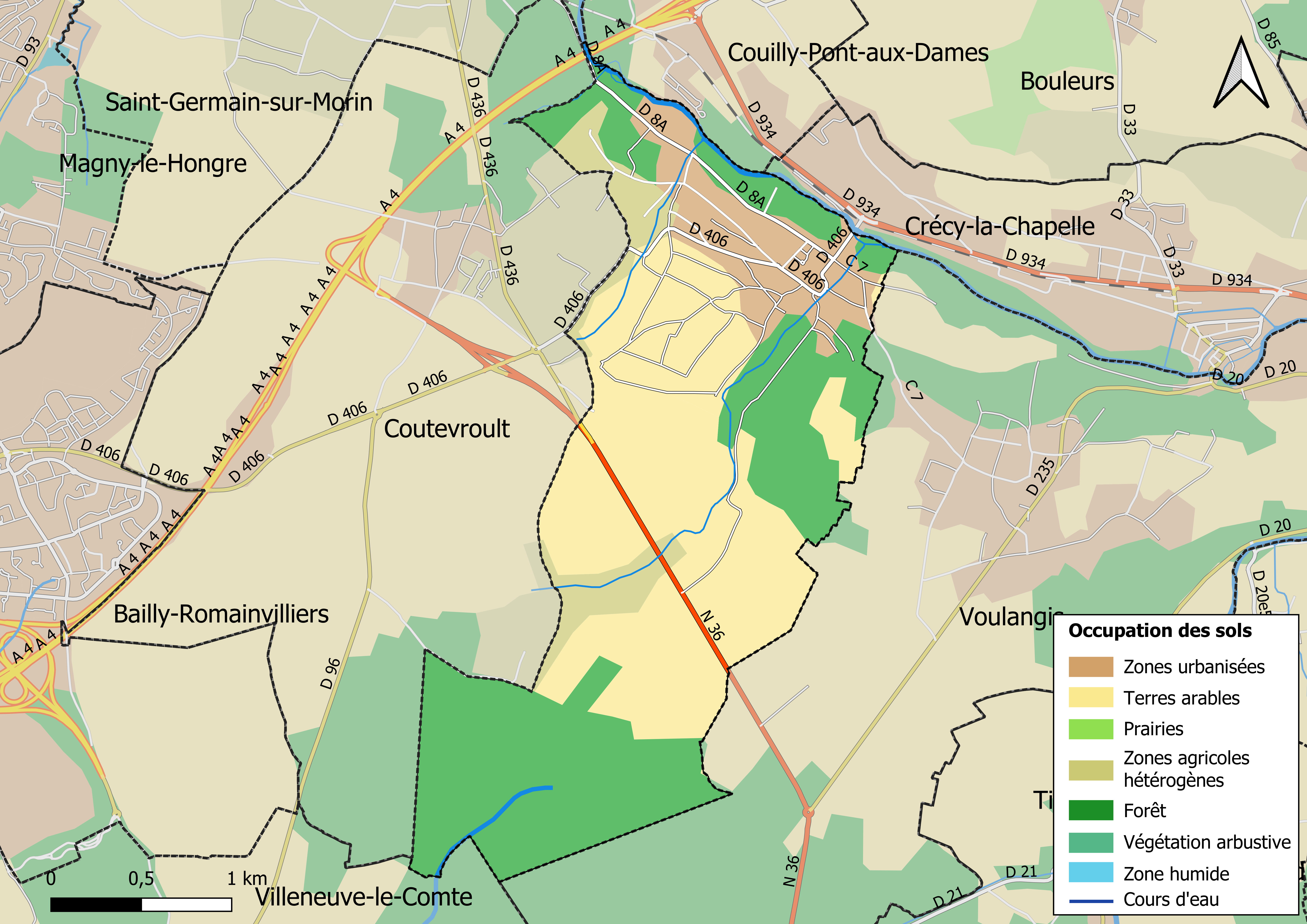
Carte des infrastructures et de l'occupation des sols de la commune en 2018 (CLC).

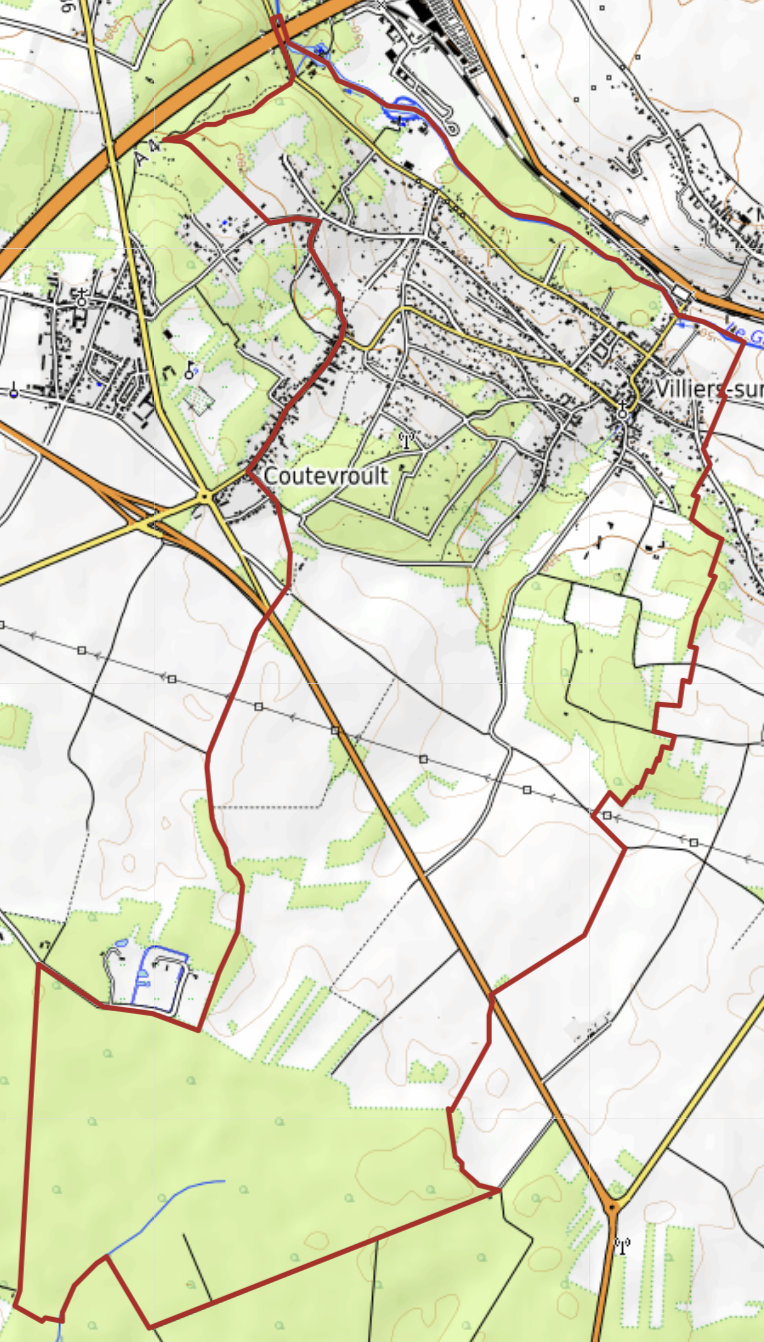
Carte topographique de la commune

.

### Typologie
Au 1er janvier 2024, Villiers-sur-Morin est catégorisée ceinture urbaine, selon la nouvelle grille communale de densité à sept niveaux définie par l'Insee en 2022.
Elle appartient à l'unité urbaine de Bailly-Romainvilliers, une agglomération intra-départementale regroupant quatorze  communes, dont elle est une commune de la banlieue,,. Par ailleurs la commune fait partie de l'aire d'attraction de Paris, dont elle est une commune de la couronne,. Cette aire regroupe 1 929 communes,.

### Occupation des sols
L'occupation des sols de la commune, telle qu'elle ressort de la base de données européenne d’occupation biophysique des sols Corine Land Cover (CLC), est marquée par l'importance des territoires agricoles (44,7 % en 2018), en diminution par rapport à 1990 (50,1 %). La répartition détaillée en 2018 est la suivante : 
forêts (37,6 %), terres arables (32,9 %), zones urbanisées (17,7 %), cultures permanentes (7,5 %), zones agricoles hétérogènes (4,3 %).
Parallèlement, L'Institut Paris Région, agence d'urbanisme de la région Île-de-France, a mis en place un inventaire numérique de l'occupation du sol de l'Île-de-France, dénommé le MOS (Mode d'occupation du sol), actualisé régulièrement depuis sa première édition en 1982. Réalisé à partir de photos aériennes, le Mos distingue les espaces naturels, agricoles et forestiers mais aussi les espaces urbains (habitat, infrastructures, équipements, activités économiques, etc.) selon une classification pouvant aller jusqu'à 81 postes, différente de celle de Corine Land Cover,,. L'Institut met également à disposition des outils permettant de visualiser par photo aérienne l'évolution de l'occupation des sols de la commune entre 1949 et 2018.

### Morphologie urbaine
Villiers-sur-Morin est un village de la Brie devenu un village de la banlieue parisienne.

### Lieux-dits et écarts
La commune compte 68 lieux-dits administratifs répertoriés consultables ici.

### Habitat et logement
En 2021, le nombre total de logements dans la commune était de 939, alors qu'il était de 870 en 2016 et de 846 en 2011.
Parmi ces logements, 82,7 % étaient des résidences principales, 5,8 % des résidences secondaires et 11,5 % des logements vacants. Ces logements étaient pour 89,4 % d'entre eux des maisons individuelles et pour 9,3 % des appartements.
Le tableau ci-dessous présente la typologie des logements à Villiers-sur-Morin en 2021 en comparaison avec celle de Seine-et-Marne et de la France entière. Une caractéristique marquante du parc de logements est ainsi une proportion de résidences secondaires et logements occasionnels (5,8 %) supérieure à celle du département (3,1 %) mais inférieure à celle de la France entière (9,7 %).
| Typologie                                               | Villiers-sur-Morin | Seine-et-Marne | France entière |
| ------------------------------------------------------- | ------------------ | -------------- | -------------- |
| Résidences principales (en %)                           | 82,7               | 90,2           | 82,2           |
| Résidences secondaires et logements occasionnels (en %) | 5,8                | 3,1            | 9,7            |
| Logements vacants (en %)                                | 11,5               | 6,7            | 8,1            |

### Planification de l'aménagement
La loi SRU du 13 décembre 2000 a incité les communes à se regrouper au sein d’un établissement public, pour déterminer les partis d’aménagement de l’espace au sein d’un SCoT, un document d’orientation stratégique des politiques publiques à une grande échelle et à un horizon de 20 ans et s'imposant aux documents d'urbanisme locaux, les PLU (Plan local d'urbanisme). La commune est dans le territoire du SCOT Pays créçois, approuvé le 18 décembre 2019.
La commune disposait en 2019 d'un plan local d'urbanisme approuvé. Le zonage réglementaire et le règlement associé peuvent être consultés sur le Géoportail de l'urbanisme.

### Voies de communication et transports
Villiers-sur-Morin, aisément accessible par l'autoroute A4, est desservie par la route nationale 36, ainsi que, sur la rive coté Crécy-la-Chapelle du Grand-Morin, par l'ancienne route nationale 34 (actuelle RD 934).
La ligne d'Esbly à Crécy-la-Chapelle  tangente le nord du territoire communal, et la station de chemin de fer la plus proche est la gare de Villiers - Montbarbin, située sur la commune de Crécy-la-Chapelle et en limite de Villiers. Cette halte SNCF à entrée libre est desservie par un tram-train de la ligne T14 circulant sur la ligne d'Esbly à Crécy-la-Chapelle. En gare d'Esbly, le tram-train assure la correspondance avec les trains du réseau Transilien Paris-Est (ligne P) de la ligne Paris à Meaux via Chelles.

### Risques naturels et technologiques
La commune est classée en zone de sismicité 1, correspondant à une sismicité très faible.

## Toponymie
Le nom de la localité est mentionné sous les formes Villaris en 1082, de Villariis en 1228.
Villiers : À l’origine, ce nom désignait une partie de la villa (grand domaine agricole de l’époque gallo-romaine). Il s’agissait des dépendances qui comprenaient généralement les habitations des ouvriers et les bâtiments agricoles. Plus récemment, ce nom désigne un écart ou un village.
Sur le Grand Morin, une rivière française qui coule dans les départements de la Marne et de Seine-et-Marne.

## Politique et administration

### Rattachements administratifs et électoraux

#### Rattachements administratifs
La commune se trouve dans l'arrondissement de Meaux du département de Seine-et-Marne
Elle faisait partie depuis 1793  du canton de Crécy-la-Chapelle. Dans le cadre du redécoupage cantonal de 2014 en France, cette circonscription administrative territoriale a disparu, et le canton n'est plus qu'une circonscription électorale.

#### Rattachements électoraux
Pour les élections départementales, la commune fait partie depuis 2014 du canton de Serris
Pour l'élection des députés,  elle fait partie depuis 1988 de la cinquième circonscription de Seine-et-Marne.

### Intercommunalité
La commune était membre de la communauté de communes du Pays Créçois, un établissement public de coopération intercommunale (EPCI) à fiscalité propre créé fin 2000 et qui succédait au district rural de Crécy-la-Chapelle-Vallée du Grand Morin créé le 7 février 1992, dont elle faisait déjà partie.
Conformément aux prescriptions de la loi de réforme des collectivités territoriales du 16 décembre 2010, qui a prévu le renforcement et la simplification des intercommunalités et la constitution de structures intercommunales de grande taille, celle-ci a fusionné le 1er janvier 2020 au sein de la communauté d'agglomération Coulommiers Pays de Brie, dont est désormais membre la commune

### Liste des maires
| Période                                  | Période                     | Identité                  | Étiquette | Qualité                                                                       |
| ---------------------------------------- | --------------------------- | ------------------------- | --------- | ----------------------------------------------------------------------------- |
| Les données manquantes sont à compléter. |                             |                           |           |                                                                               |
| 1804                                     |                             | M. Marchand               |           |                                                                               |
| 1807                                     | 1808                        | M. Delaporte              |           |                                                                               |
| 1809                                     | 1811                        | M. Barrois                |           |                                                                               |
| 1814                                     | 1830                        | M. Giverne                |           |                                                                               |
| 1831                                     |                             | Charles Giverne           |           | Cultivateur                                                                   |
| 1846                                     |                             | Jean Louis Isidore Vallet |           | Cultivateur                                                                   |
| 1865                                     | 1876                        | Pierre Antoine Berthier   |           | Propriétaire                                                                  |
| 1876                                     |                             | Etienne Zéphirin Levesque |           | Vigneron                                                                      |
| 1878                                     |                             | Charles Étienne Bequet    |           | Propriétaire                                                                  |
| 1881                                     |                             | Pierre Antoine Berthier   |           | Propriétaire                                                                  |
| 1865                                     |                             | Emile Auguste Pottier     |           | Propriétaire                                                                  |
| 1890                                     |                             | Ferdinand Laurent         |           | Rentier                                                                       |
| 1919                                     |                             | Albert Cottin             |           | Entrepreneur                                                                  |
| 1920                                     |                             | Eugène Juvigny            |           | Maraîcher                                                                     |
| 1925                                     | mai 1953                    | Charles Demaux            |           | Cultivateur                                                                   |
| mai 1953                                 | mars 1959                   | Émile Pottier             |           |                                                                               |
| mars 1959                                | mars 1986                   | Allain Renault            |           | Décédé en fonction                                                            |
| juin 1986                                | mars 2001                   | Jacques Corpechot         | DVD       | Chef d'entreprise Président de la CC du Pays Créçois (1995 → 2008)            |
| mars 2001                                | septembre 2018,             | Daniel Chamaillard        | DVD       | Artiste peintre Démissionnaire                                                |
| décembre 2018                            | mars 2023,                  | Agnès Audoux              |           | Commerçante Mandat écourté par la démission d'une partie du conseil municipal |
| mars 2023,                               | En cours (au 10 avril 2024) | Caroline Auliac           |           | Cadre en expertise comptable et commissariat aux comptes                      |

## Équipements et services publics

### Eau et assainissement
L’organisation de la distribution de l’eau potable, de la collecte et du traitement des eaux usées et pluviales relève des communes. La loi NOTRe de 2015 a accru le rôle des EPCI à fiscalité propre en leur transférant cette compétence. Ce transfert devait en principe être effectif au 1er janvier 2020, mais la loi Ferrand-Fesneau du 3 août 2018 a introduit la possibilité d’un report de ce transfert au 1er janvier 2026,.

#### Assainissement des eaux usées
En 2020, la gestion du service d'assainissement collectif de la commune de Villiers-sur-Morin est assurée par la communauté d'agglomération Coulommiers Pays de Brie (CACPB) pour le transport. Ce service est géré en délégation par une entreprise privée, dont le contrat arrive à échéance le 31 décembre 2030,,.
L’assainissement non collectif (ANC) désigne les installations individuelles de traitement des eaux domestiques qui ne sont pas desservies par un réseau public de collecte des eaux usées et qui doivent en conséquence traiter elles-mêmes leurs eaux usées avant de les rejeter dans le milieu naturel. La communauté d'agglomération Coulommiers Pays de Brie (CACPB) assure pour le compte de la commune le service public d'assainissement non collectif (SPANC), qui a pour mission de vérifier la bonne exécution des travaux de réalisation et de réhabilitation, ainsi que le bon fonctionnement et l’entretien des installations,.

#### Eau potable
En 2020, l'alimentation en eau potable est assurée par la communauté d'agglomération Coulommiers Pays de Brie (CACPB) qui en a délégué la gestion à la SAUR, dont le contrat expire le 31 décembre 2028,,.

## Population et société

### Démographie
L'évolution du nombre d'habitants est connue à travers les recensements de la population effectués dans la commune depuis 1793. Pour les communes de moins de 10 000 habitants, une enquête de recensement portant sur toute la population est réalisée tous les cinq ans, les populations de référence des années intermédiaires étant quant à elles estimées par interpolation ou extrapolation. Pour la commune, le premier recensement exhaustif entrant dans le cadre du nouveau dispositif a été réalisé en 2005.

En 2022, la commune comptait 2 067 habitants, en évolution de +6,71 % par rapport à 2016 (Seine-et-Marne : +3,92 %, France hors Mayotte : +2,11 %).
| 1793 | 1800 | 1806 | 1821 | 1831 | 1836 | 1841 | 1846 | 1851 |
| ---- | ---- | ---- | ---- | ---- | ---- | ---- | ---- | ---- |
| 824  | 856  | 849  | 837  | 842  | 805  | 782  | 747  | 783  |

| 1856 | 1861 | 1866 | 1872 | 1876 | 1881 | 1886 | 1891 | 1896 |
| ---- | ---- | ---- | ---- | ---- | ---- | ---- | ---- | ---- |
| 746  | 724  | 737  | 686  | 622  | 593  | 579  | 533  | 524  |

| 1901 | 1906 | 1911 | 1921 | 1926 | 1931 | 1936 | 1946 | 1954 |
| ---- | ---- | ---- | ---- | ---- | ---- | ---- | ---- | ---- |
| 555  | 566  | 543  | 550  | 535  | 545  | 526  | 642  | 621  |

| 1962 | 1968 | 1975 | 1982  | 1990  | 1999  | 2005  | 2006  | 2010  |
| ---- | ---- | ---- | ----- | ----- | ----- | ----- | ----- | ----- |
| 614  | 597  | 830  | 1 054 | 1 358 | 1 527 | 1 655 | 1 677 | 1 849 |

| 2015  | 2020  | 2022  | - | - | - | - | - | - |
| ----- | ----- | ----- | - | - | - | - | - | - |
| 1 925 | 1 928 | 2 067 | - | - | - | - | - | - |

## Économie

### Revenus de la population et fiscalité
En 2018, le nombre de ménages fiscaux de la commune était de 689, représentant 1796 personnes et la  médiane du revenu disponible par unité de consommation  de 27 010 euros.

### Emploi
En 2017 , le nombre total d’emplois dans la zone était de 200, occupant 910 actifs  résidants.
Le taux d'activité de la population (actifs ayant un emploi) âgée de 15 à 64 ans s'élevait à 71,1 % contre un taux de chômage de 6,7 %.
Les 22,2 % d’inactifs se répartissent de la façon suivante : 10,4 % d’étudiants et stagiaires non rémunérés, 4,7 % de retraités ou préretraités et 7,1 % pour les autres inactifs.

### Entreprises et commerces
En 2018, le nombre d'établissements actifs était de 142 dont 6 dans l’industrie manufacturière, industries extractives et autres, 34 dans la construction, 37 dans le commerce de gros et de détail, transports, hébergement et restauration, 8 dans l’information et communication, 3 dans les activités financières et d'assurance, 3 dans les activités immobilières, 32 dans les activités spécialisées, scientifiques et techniques et activités de services administratifs et de soutien, 8 dans l’administration publique, enseignement, santé humaine et action sociale et 11  étaient relatifs aux autres activités de services.
En 2019,  29 entreprises ont été créées sur le territoire de la commune, dont 24 individuelles.
Au 1er janvier 2020, la commune ne disposait pas d’hôtel et de terrain de camping.

### Agriculture
Villiers-sur-Morin est dans la petite région agricole dénommée les « Vallées de la Marne et du Morin », couvrant les vallées des deux rivières, en limite de la Brie. En 2010, l'orientation technico-économique de l'agriculture sur la commune est la culture de céréales et d'oléoprotéagineux (COP).
Si la productivité agricole de la Seine-et-Marne se situe dans le peloton de tête des départements français, le département enregistre un double phénomène de disparition des terres cultivables (près de 2 000 ha par an dans les années 1980, moins dans les années 2000) et de réduction d'environ 30 % du nombre d'agriculteurs dans les années 2010. Cette tendance se retrouve au niveau de la commune où le nombre d’exploitations est passé de 3 en 1988 à 2 en 2010. Parallèlement, la taille de ces exploitations augmente, passant de 44 ha en 1988 à 105 ha en 2010.
Le tableau ci-dessous présente les principales caractéristiques des exploitations agricoles de Villiers-sur-Morin, observées sur une période de 22 ans : 
|                                      | 1988 | 2000 | 2010 |
| ------------------------------------ | ---- | ---- | ---- |
| Dimension économique,                |      |      |      |
| Nombre d’exploitations (u)           | 3    | 2    | 2    |
| Travail (UTA)                        | 5    | 4    | 3    |
| Surface agricole utilisée (ha)       | 133  | 141  | 210  |
| Cultures                             |      |      |      |
| Terres labourables (ha)              | 116  | s    | s    |
| Céréales (ha)                        | s    | s    | s    |
| dont blé tendre (ha)                 | s    | s    | s    |
| dont maïs-grain et maïs-semence (ha) | s    | s    | s    |
| Tournesol (ha)                       | s    |      |      |
| Colza et navette (ha)                | s    | s    | s    |
| Élevage                              |      |      |      |
| Cheptel (UGBTA)                      | 39   | 12   | 25   |

## Culture locale et patrimoine

### Lieux et monuments
Villiers-sur-Morin abrite les différentes maisons de ses personnalités célèbres.
Elle abrite aussi l'hôtel-restaurant-café-concert d'Eugène Ancelin, chef de la fanfare de Villiers et musicien de bal. Cette auberge, dénommée la « Maison Ancelin », située à côté de l'église Saint-Rémi le long du ru, devint en 1890 le « Cercle artistique » fondé par Amédée Servin. Elle s'appellera successivement la « maison Tuffin » en 1900, la « maison Borniche » en 1903, « la Clef des Champs », avant de devenir une maison d'habitation à la fin des années 1970 ainsi qu'un restaurant appelé « La Table du Curé ».
On peut également signaler : 
- Un chemin de petite randonnée traverse la commune.
- Parc du château des Dames de Chelles, sans doute aménagé au XIXe siècle[69].
- « Maison D », construjite en 1964 par Hervé Baley et Marie Michel en béton, parpaings enduits et toiture en cuivre vert[70].

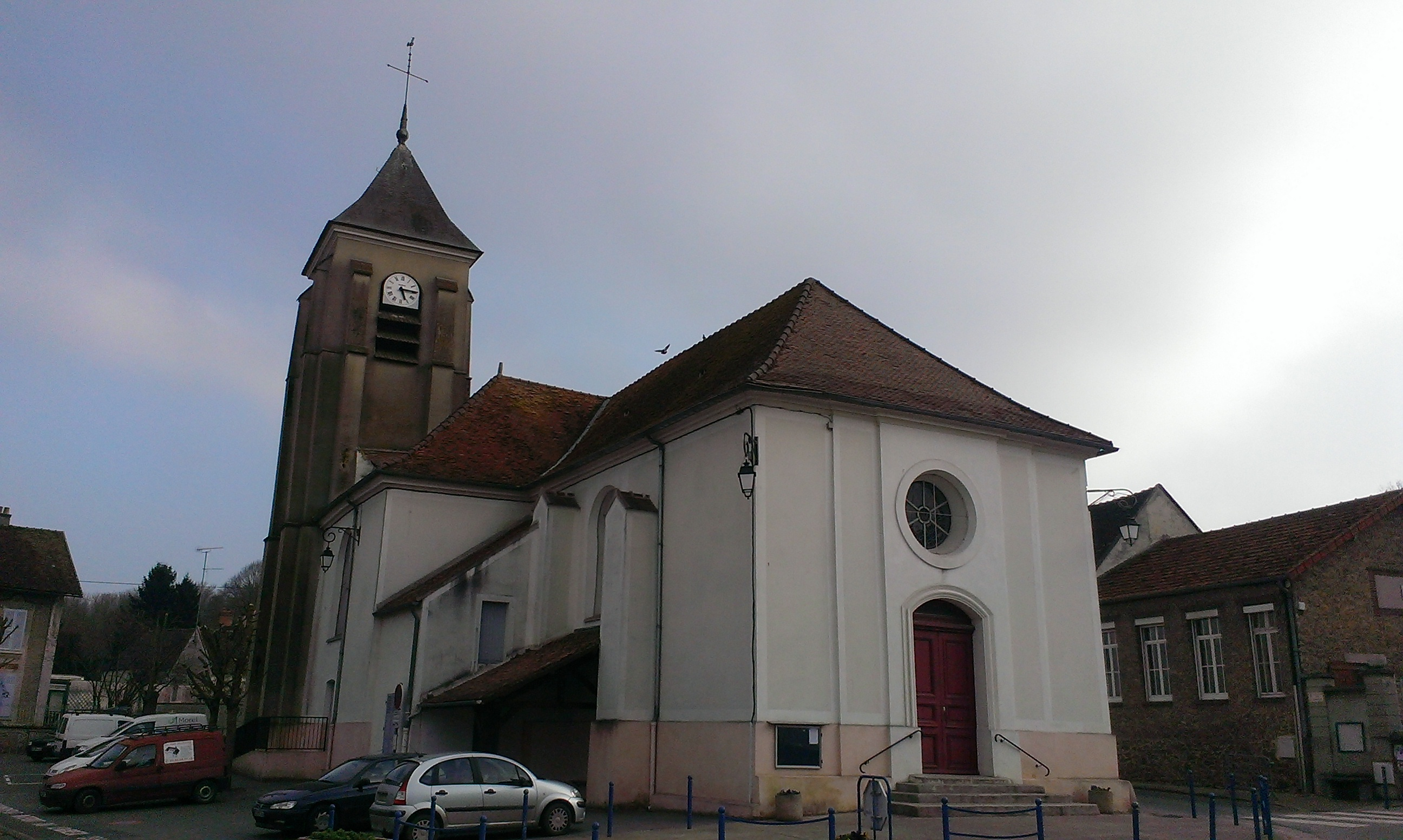
L'église Saint-Rémi.
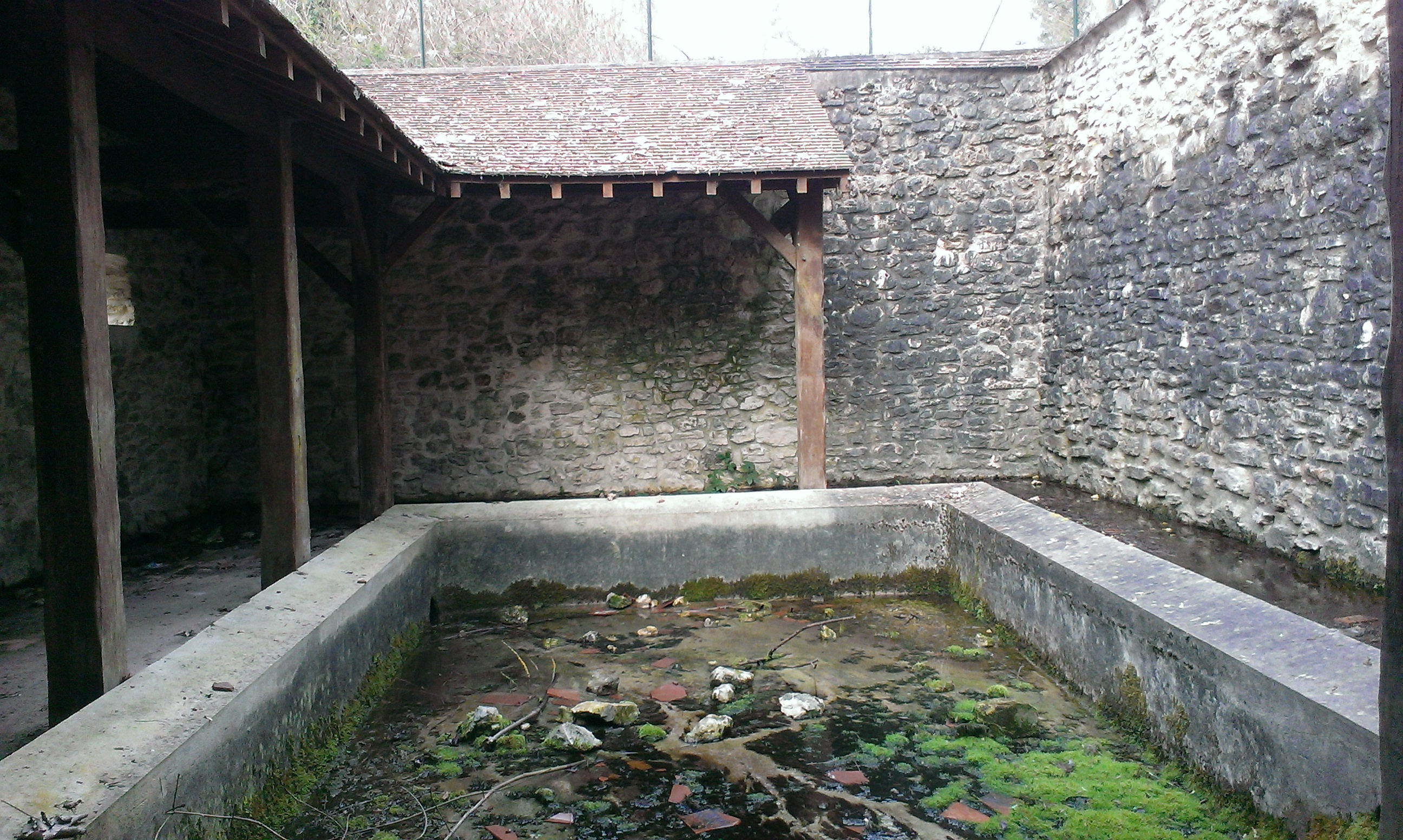
Le avoir de Retz.

### Villiers-sur-Morin dans les arfts et la culture

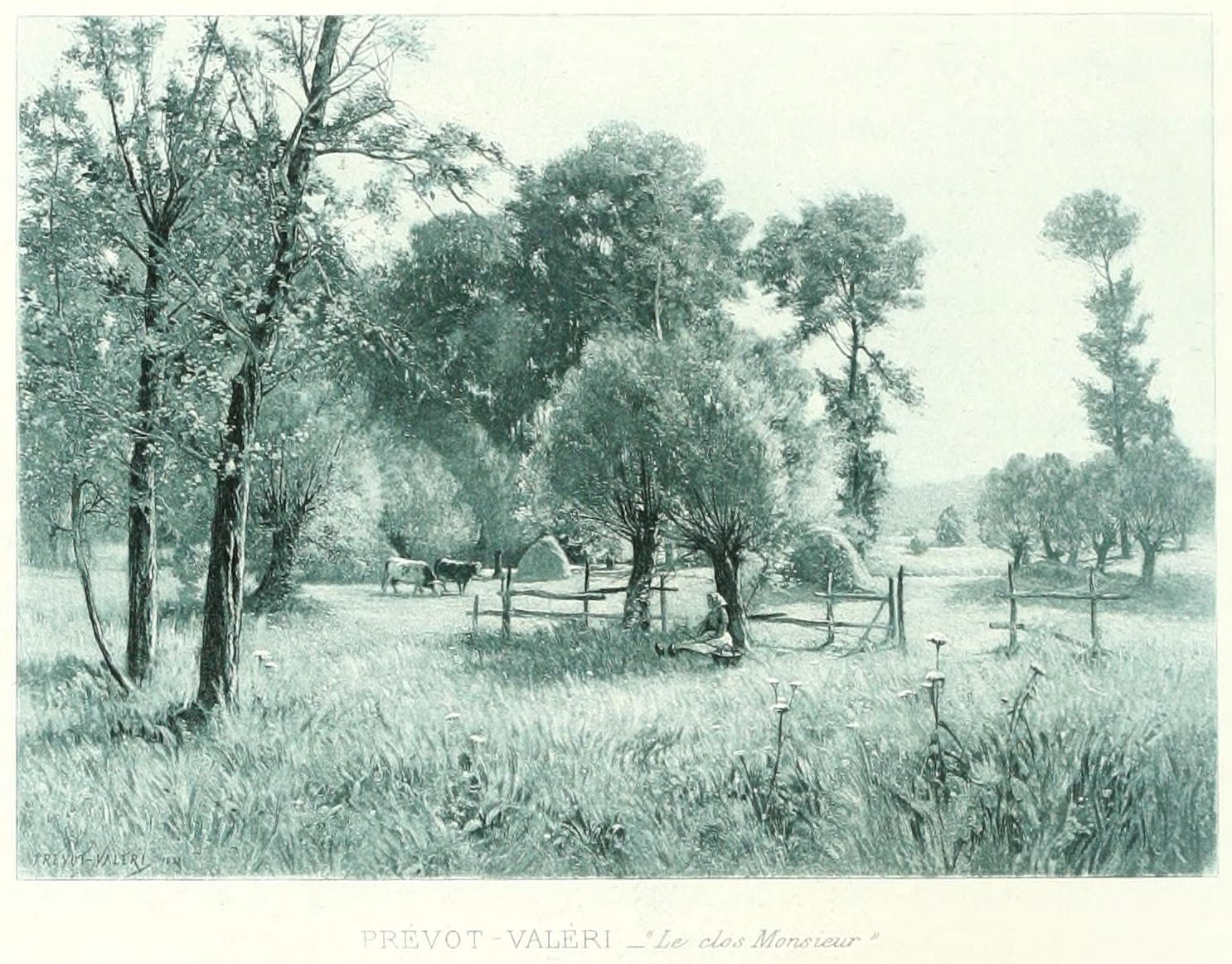
Auguste Prévot-Valéri, Le clos Monsieur, 1898.
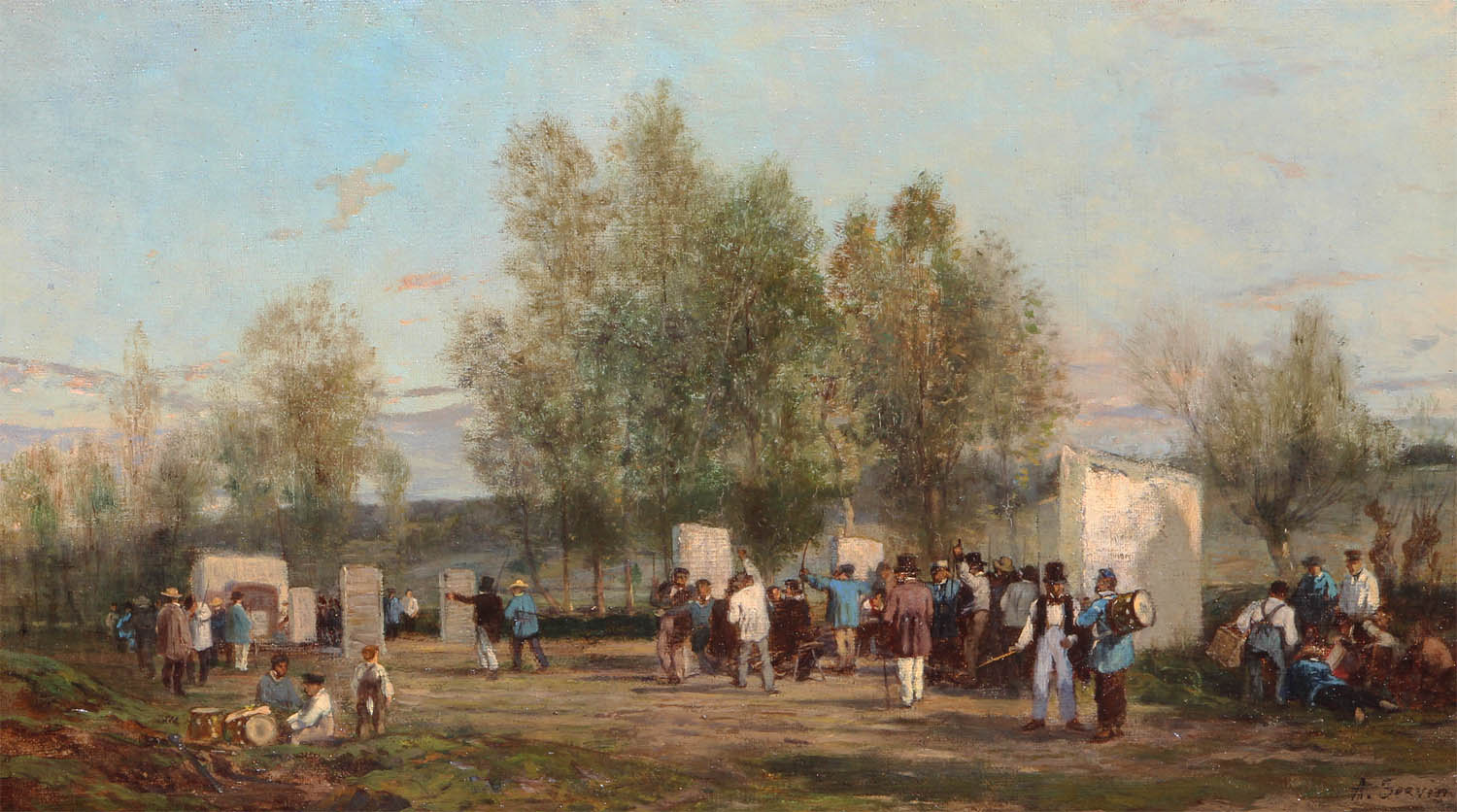
Amédée Servin : Le tir à l'arc à Villiers-sur-Morin, avant 1900.
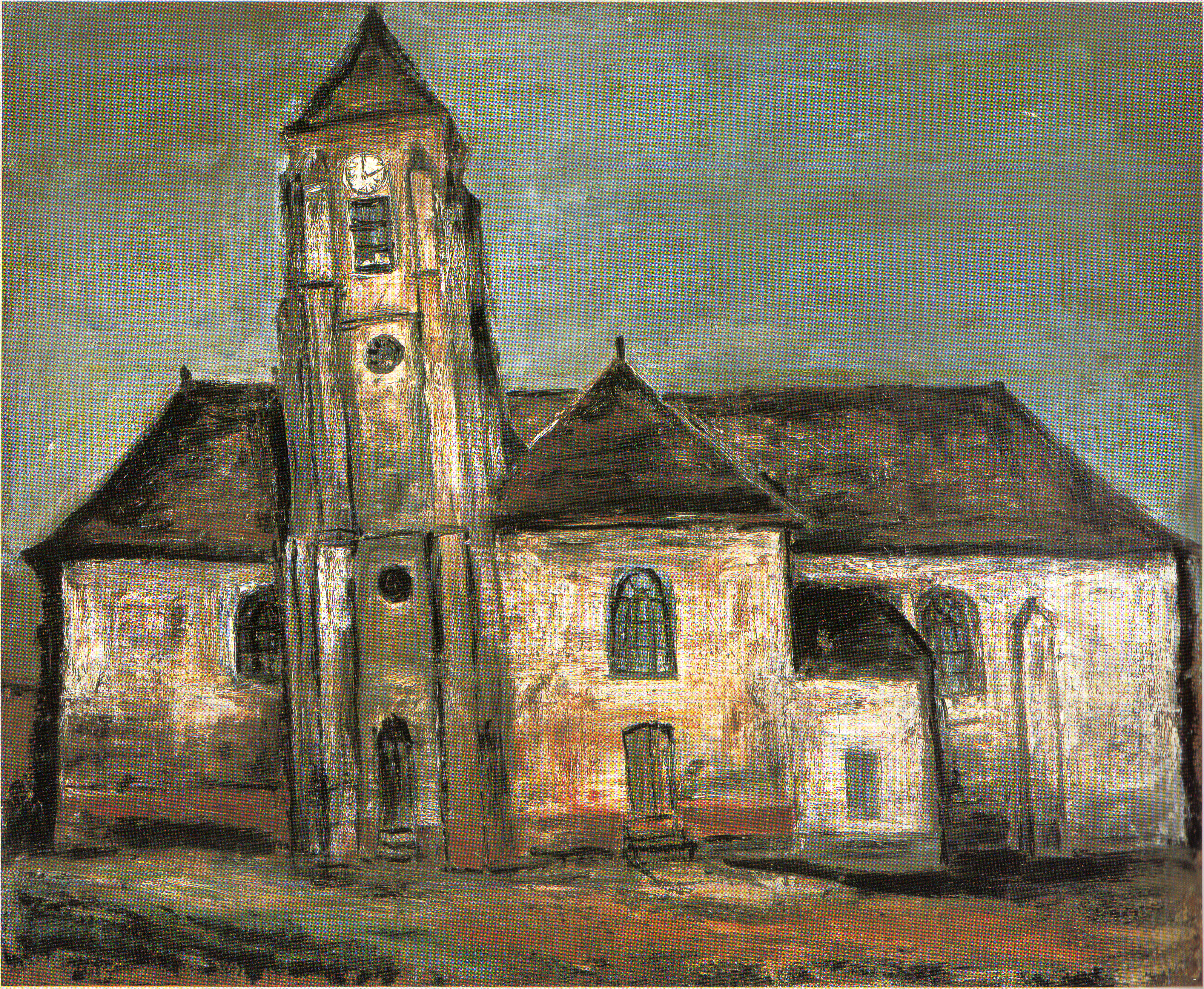
Ōhashi Ryōkai : L'église de Villiers-sur-Morin, 1928.
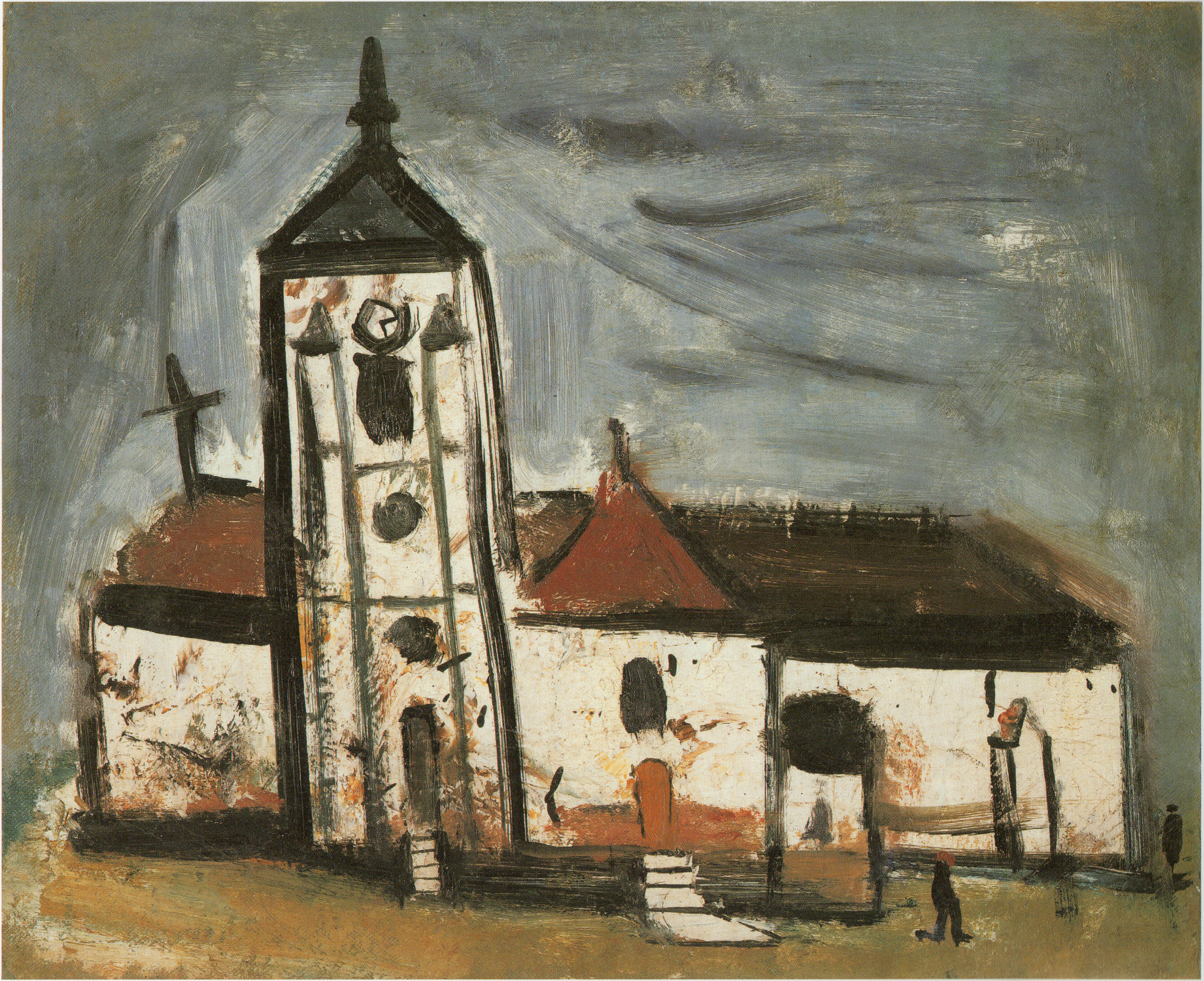
Yuzo Saeki : L'église de Villiers-sur-Morin, 1928.
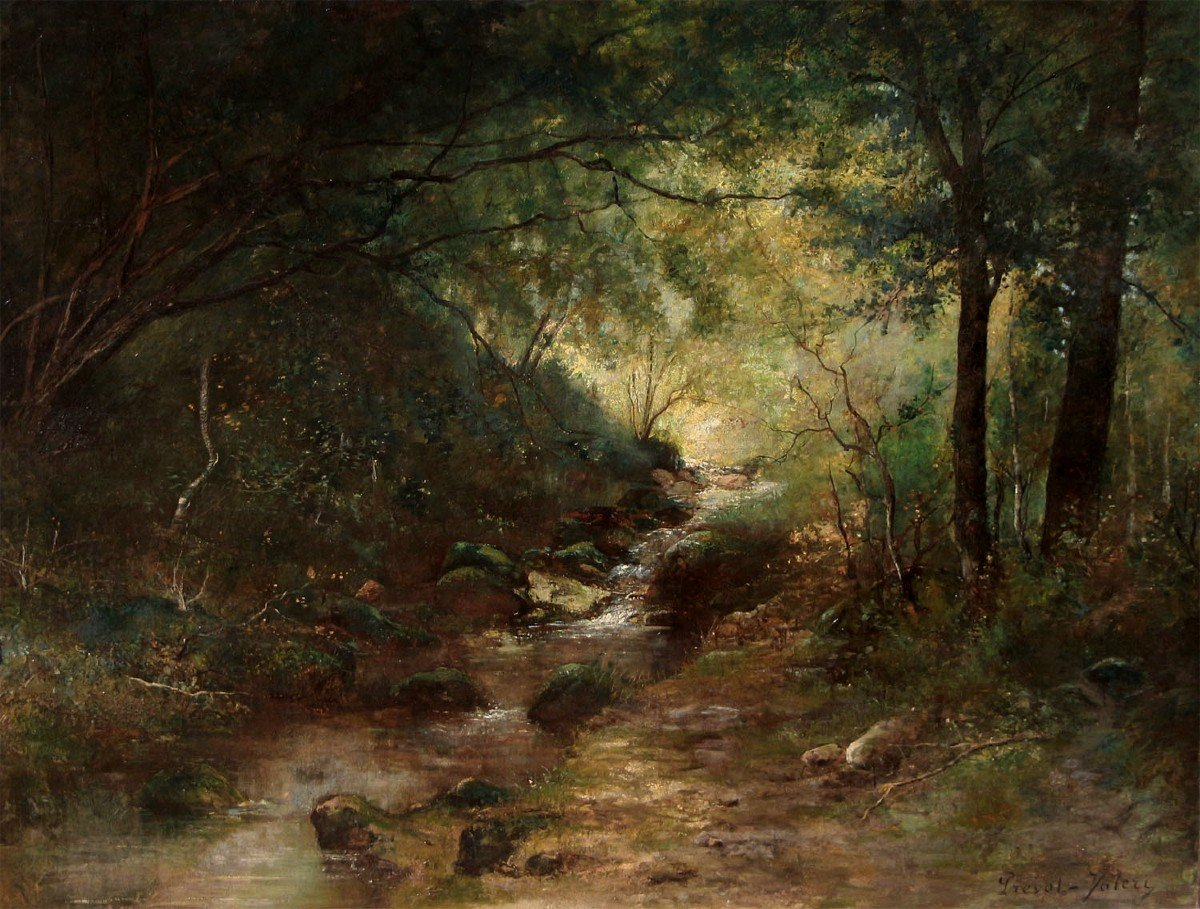
Auguste Prévot-Valéri, Le fond du rû, vers 1930.

### Personnalités liées à la commune
- Amédée Servin (1829-1884), peintre, venu s'y installer à partir de 1857-1860 ; il y est mort. Il y créa une sorte de communauté d'artistes, le « le Cercle artistique de Villers »[71].
- Jules Grenier (1844-1888), écrivain et sténographe, né et mort dans cette ville.
- Vercors, nom de plume de Jean Bruller (1902-1991), qui y a vécu pendant la Seconde Guerre mondiale dans la maison de campagne de sa famille ; cette maison est le cadre de sa nouvelle Le Silence de la mer (1942)[72].
- Michel Houellebecq (1956-), écrivain, poète, essayiste et acteur français, y a vécu enfant chez sa grand-mère Henriette Thomas, née Houellebecq, avant d'aller au lycée à Meaux.

### Héraldique
| Blason de Villiers-sur-Morin | Blason  | D'azur au chevron renversé d'argent accompagné en chef d'une fleur de lys d'or. |
| Blason de Villiers-sur-Morin | Détails | Le statut officiel du blason reste à déterminer.                                |